# جاسمون
جاسمون (به انگلیسی: Jasmone) با فرمول شیمیایی C۱۱H۱۶O یک ترکیب شیمیایی با شناسه پاب‌کم ۱۵۴۹۰۱۸ است؛ که جرم مولی آن ۱۶۴٫۲۴۶ g/mol می‌باشد. شکل ظاهری این ترکیب، مایع بی‌رنگ و زرد کمرنگ است.

## ایزومر پیوند دوگانه
از آنجا که ایزومریز دوگانه بر روی پیوند دوجانبه غیر سمی C = C، دو شکل وجود دارد:
| جاسمون (2 ایزومرهای) | جاسمون (2 ایزومرهای) |
| -------------------- | -------------------- |
| (Z)-ایزومرهای        | (E)-ایزومرهای        |